# Al-Jubayl
 (mai 2011).
Si vous disposez d'ouvrages ou d'articles de référence ou si vous connaissez des sites web de qualité traitant du thème abordé ici, merci de compléter l'article en donnant les références utiles à sa vérifiabilité et en les liant à la section « Notes et références ».
Ne doit pas être confondu avec Jubayl.
Al-Jubayl (en arabe : الجبيل al-Jubayl; parfois orthographié "al-Jubail" ou "al-Djoubaïl"), est une ville de la province d'Ach-Charqiya dans l'Est de l'Arabie saoudite, sur le golfe Persique, approximativement à 120 km au nord ouest de la capitale de province, Dammam, de Khobar, Dhahran, Qatif, Ras Tanura, donc à 200 km au nord ouest de Manama et à 300 km au sud est de Koweït City. 
Attention, le nom de la ville est commun à diverses autres localités de cette province, surtout une grande agglomération dans la région d'Al-Hasa, qui est prioritairement choisie sur différents moteurs de recherche.
Le territoire, au sens large, de la vieille ville d'Al Jubail, anciennement petit port de pêche, est retenu, en 1975, par le gouvernement saoudien, pour devenir le site d'une nouvelle ville industrielle, nommée Madīnat al Jubayl aṣ Ṣinā`īyah (Jubail Industrial City), sur une superficie de 35 000 à 75 000 hectares, peuplée, selon le septième recensement de 2009, de 150 367 résidents (permanents).
Le site industriel est un des plus importants complexes de ce genre dans le monde : pétrochimie, engrais, sidérurgie, port industriel, et un bon nombre d'industries de toutes sortes. S'y ajoutent un port commercial, une base navale de la marine royale saoudienne et une base aérienne de la Royal Saudi Air Force. L'ensemble abrite la plus grande compagnie de pétrochimie du Moyen-Orient, et la quatrième au niveau mondial, la SABIC, et une des plus grandes usines au monde de dessalement d'eau de mer, de la compagnie MARAFIQ, qui fournit 50 % de l'eau douce du pays, partiellement à usage industriel.

## Histoire

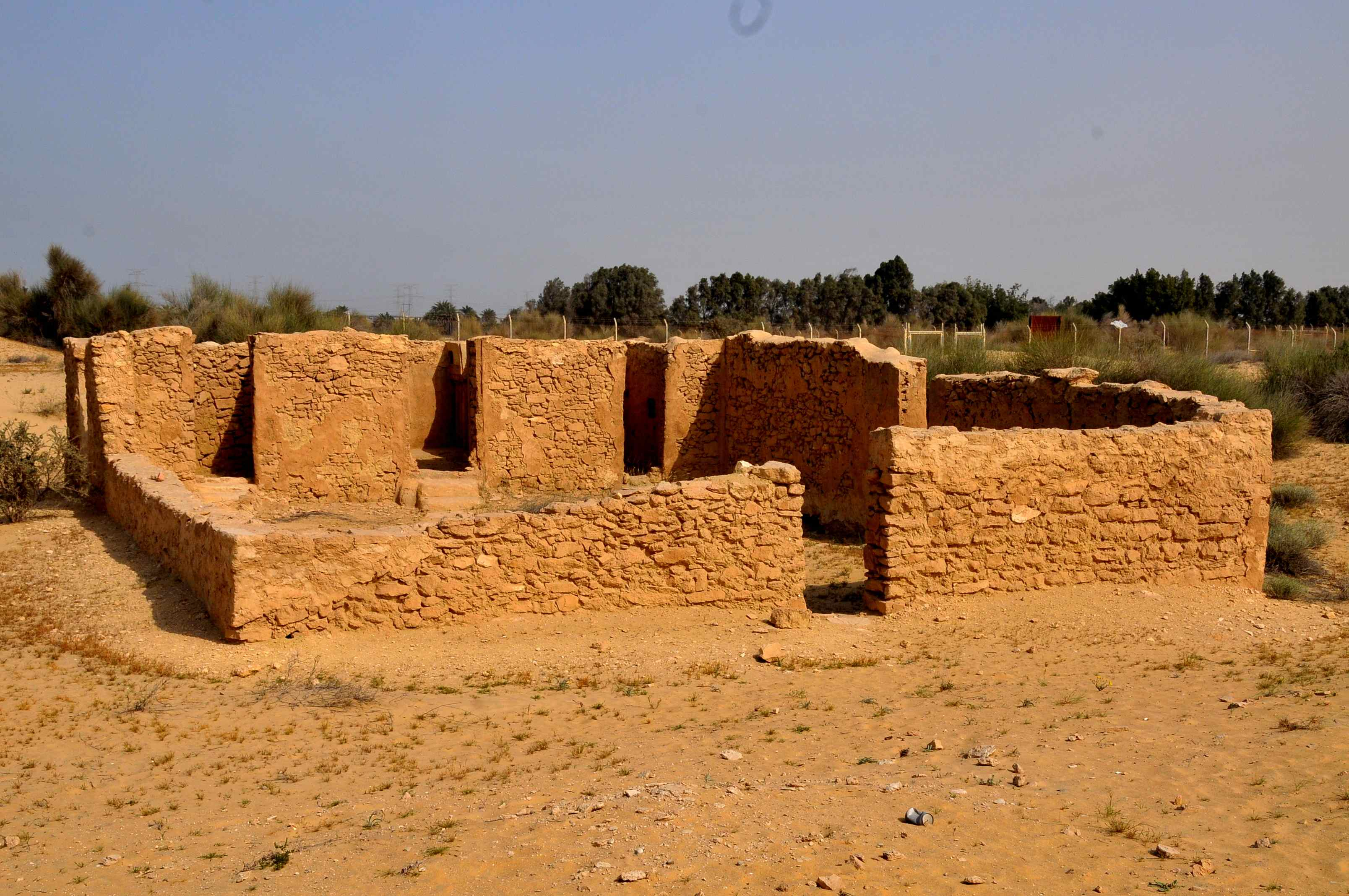
Église nestorienne d'Al-Jubayl, vers 350

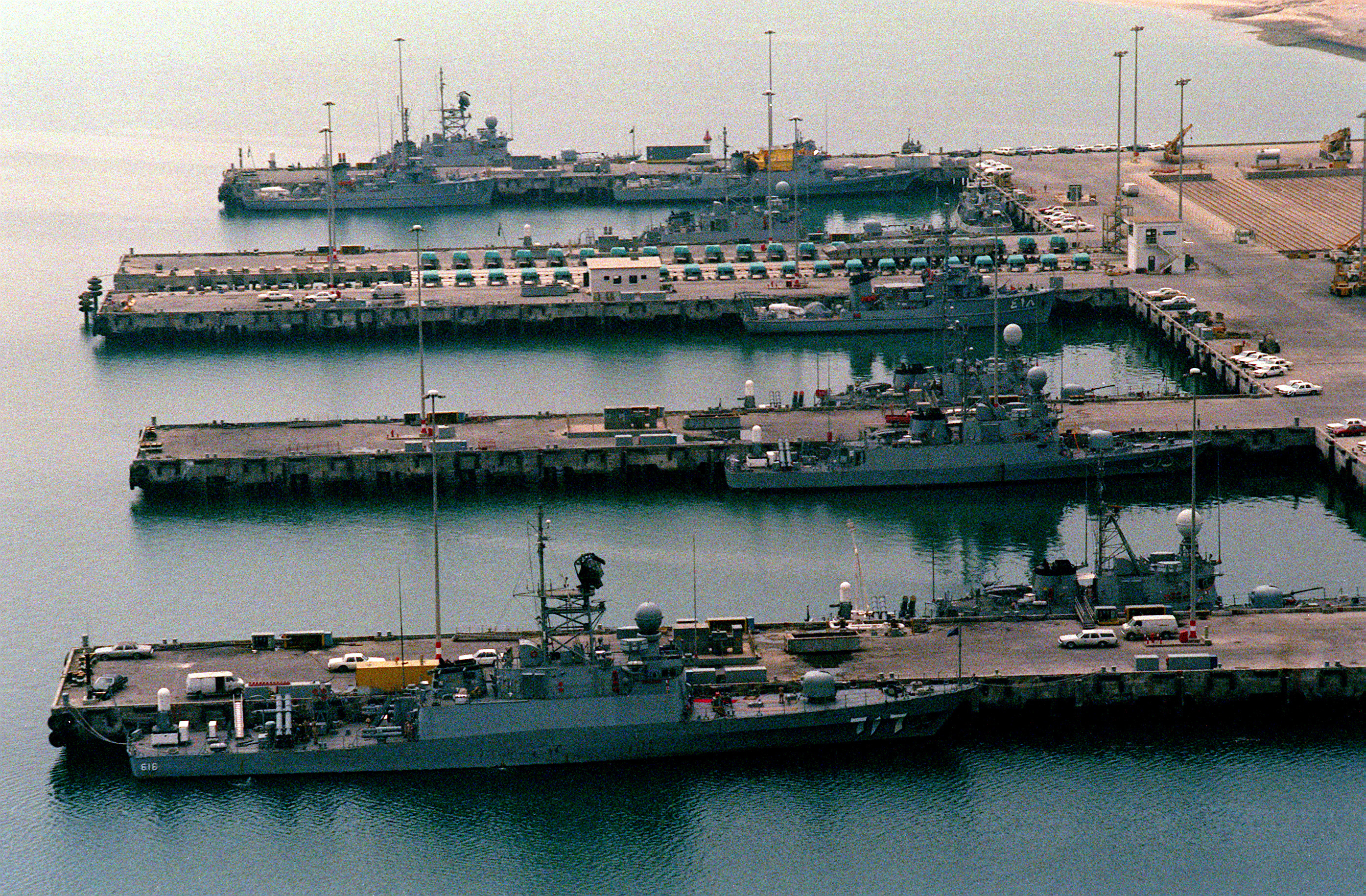
Base navale de King Abdul-Aziz

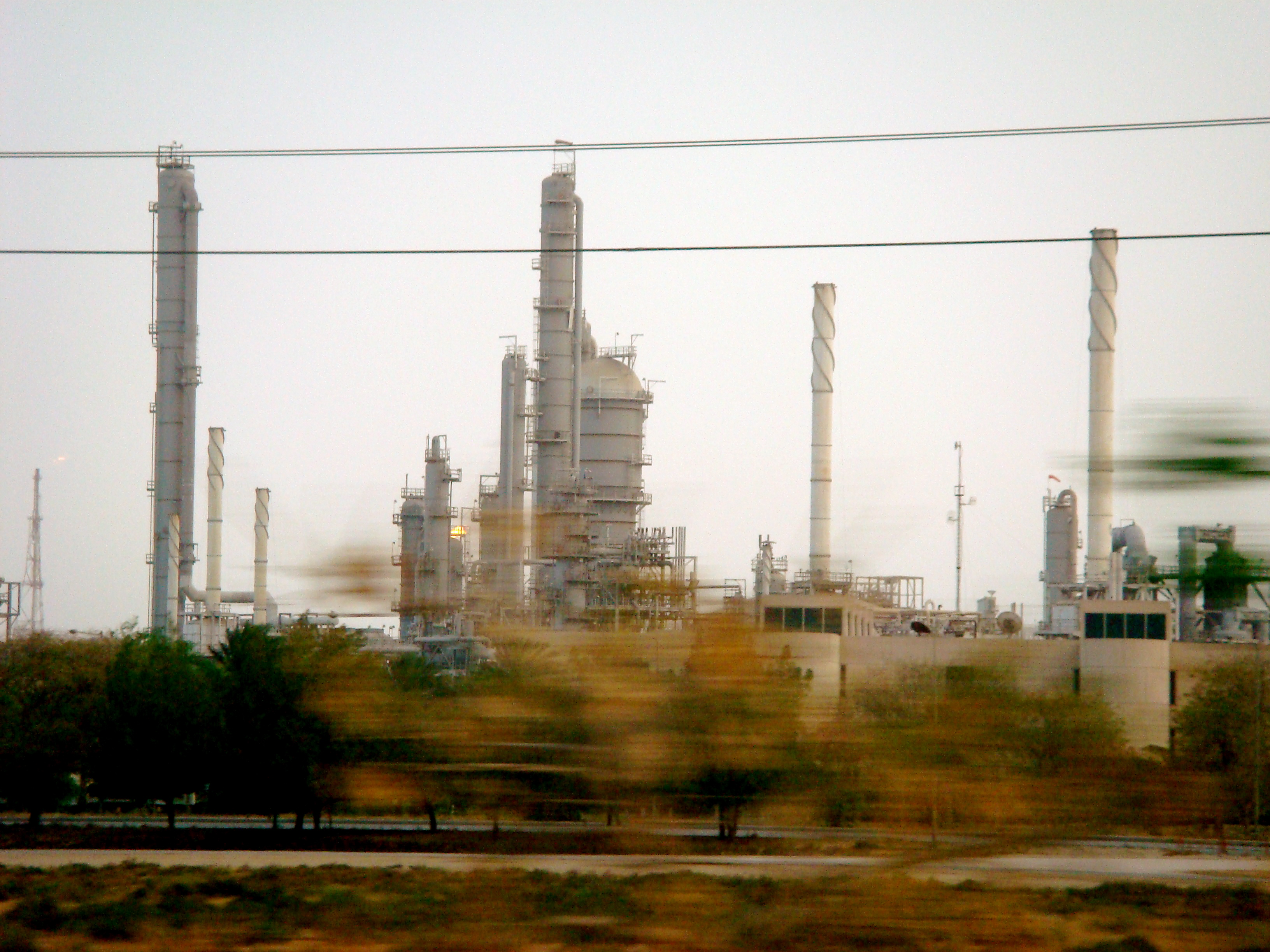
Usines à Al Jubail

La ville d'Al-Jubail a des traces d'habitation humaine vieilles de 7 000 ans, remontant à la culture de Dilmun, dont la civilisation s'est répandue sur les rives du golfe, dans des sites présentant les mêmes particularités : port naturel, abondance de poissons et d'huîtres perlières, eau potable. Le site de la ville ressemble à celui d'Abou Dabi, et de Doha (Qatar), et offre de multiples possibilités. Une église nestorienne du IVe siècle av. J.-C. (Église d'al-Jubayl (en)) y a été découverte en 1986.
En septembre 1933, une première équipe de géologues arrive à Al-Jubail pour rechercher du pétrole en Arabie saoudite. L'Arabie saoudite envisage une grande partie de son avenir sur deux sites pétrolifères. Le pendant de Jubail est Yanbu, Bahr Yanbu'al ("source au bord de la mer"), sur la Mer Rouge, ville jumelée. Une administration a été mise en place, la Commission Royale pour Jubail et Yanbu, la Royal Commission for Jubail and Yanbu.
La société Bechtel a géré le projet de Jubail Industrial City depuis plus de trente ans, avec ses personnels et leurs familles. En 2004, la Commission Royale demande à la compagnie Bechtel, Saudi Arabian Bechtel Company (SABCO), de mettre en place Jubail II, une expansion des zones industrielles et résidentielles, pour un coût estimé de 3.8 milliards d'USD.
Jubail est une ville complète, avec industries, infrastructures, habitations, commerces, centres commerciaux, établissements scolaires et médicaux, lieux de détente et de loisirs, et tout ce qui est nécessaire pour une population estimée, en 2010, à 250 000 personnes, en résidence ou en statut provisoire.

## Transports

### Air
Jubail dispose de trois petits aéroports non accessibles au grand public : Jubail Airport, Abu Ali Airport, et celui de la base Abdulaziz Naval Base. La ville est desservie uniquement par l'aéroport de l'agglomération de Dammam - Dharhan - Khobar - Qatif, à Dammam-Nord, à environ 100 km (45 miles) par la route, le King Fahd International Airport (KFIA) (Arabic: مطار الملك فهد الدولي) (IATA: DMM, ICAO: OEDF). Une autre option est d'utiliser l'aéroport de Bahreïn : * Aéroport international de Bahreïn.

### Route
Jubail est reliée avec les autres villes par deux grandes autoroutes, la Dhahran-Jubail Highway et l'Abu Hadriyah Highway. La communauté urbaine de Dammam est à environ 120 km, et Riyad à environ 500 km, par autoroute. Au sud-est, le Bahreïn est désormais à 180 km, le Qatar à 400 km, et Abou Dabi à 950 km. Au nord-ouest, le Koweït est à trois heures de route.

### Rail
Jubail devrait être reliée à Dammam, et au reste du pays, par voie ferroviaire dans le cadre de l'extension du Saudi Landbridge Project. Le Gulf Raiway Project envisage l'ouverture d'une ligne ferroviaire du Golfe, de Bassorah (Irak) à Salalah (Oman), avec extension jusqu'au Yémen.

### Mer
Les trois ports de la ville sont le Jubail Commercial Seaport, le King Fahd Industrial Seaport, et le port de pêche. La construction du port commercial commence en 1974 pour soulager le port de Dammam. Il est constitué de deux parties principales, industrielle et commerciale, situées sur deux péninsules artificielles, partiellement abritées par des brise-lames.
Le port d'exportation se trouve à proximité des installations industrielles: produits pétroliers, fer, acier, aluminium, soufre. Les importations consistent en concentré de minerai de fer, de calcaire et d'alumine. En 2007, le port a traité 1 779 navires d'une capacité totale de plus de 66 millions de tonnes. En 2009, les importations totales sont de 6 741 338 tonnes, et les exportations de 36 348 430 tonnes de fret.

### Oléoduc et gazoduc
Un oléoduc double, traverse le pays d'est en ouest, et transporte le pétrole et le gaz, de Jubail à Yanbu, pour approvisionner en énergie les nombreux projets industriels de Yanbu, et y faciliter l'exportation de ces produits énergétiques par la mer Rouge. Le pipeline, long de 730 miles (1,170 km) a été achevé en 1982.

## Climat
La température moyenne est de 28 °C, et varie rarement en dehors de la fourchette 15-35 °C, 08-25 °C en hiver (4 à 5 mois), en été 30-45 °C, avec des extrêmes à 1 et 52 °C. La pluie, principalement en novembre et décembre, se limite à 60-70 mm par an. Le degré d'humidité de l'air varie entre 70 et 99 %.
Les vents, de nord-ouest à nord-est, maintiennent globalement la ville à l'abri des émissions locales de fumées et de gaz. Les vents porteurs de poussières de sable sont assez fréquents, limitant la visibilité, de jour, à 300 ou 500 mètres.

## Centres d'intérêt
La vieille ville abrite les restes, dégagés en 1986, puis protégés, d'une église du IVe siècle, une des plus anciennes églises (nestoriennes) au monde.
C'est aujourd'hui un centre ville commerçant, animé, ancien, aux rues étroites, entouré de nouvelles zones résidentielles ouvertes, aux larges avenues, et de compounds.
La ville nouvelle, à environ 25 km au nord ouest de l'ancienne, se compose de cinq zones :
- la zone industrielle, de 8 000 ha, nouveau centre géographique, avec 19 grandes installations industrielles, dont pétrochimiques, et 136 installations secondaires : acier, aluminium, plastiques, engrais, éléments préfabriqués en béton…, toutes installations surveillées par une filiale de la Saudi Basic Industries Corporatio (SABIC).
- la zone résidentielle, constituée de huit ensembles, situés au nord, en partie sur une île rattachée à la terre ferme. La population actuelle serait de 250 000, et pourrait atteindre 350 000. Recensements : en 1992, 140 828 ; en 2004, 222 544.
- la zone aéroportuaire, à 24 km à l'ouest, avec une piste de 4 200 m de long, capable de recevoir toutes les sortes d'avion, mais pas encore à l'international.
- la zone de loisirs, au nord ouest de la zone industrielle, offrant des aires de jeux, pour enfants et adultes, dont des parcs, des sports nautiques, du golf…
- l'île de al-Batwah, al-Batwah Island, avec aires de jeux, parcs, zoo, port de pêche, port de plaisance…

## Industrie
Les principaux projets contrôlés par la Saudi Basic Industries Corporation (SABIC), pour un investissement global de 3,5 milliards de riyals sont : 
1. la Saudi Iron and Steel Company (Hadeed),
2. la Saudi Methanol Company (ar-Razi),
3. la Jubail Fertilizer Company (Samad / al-Bayroni),
4. la Jubail Petrochemicals Company (Kemya),
5. la Saudi Petrochemicals Company (Sadaf),
6. la National Methanol Company (Ibn Sina),
7. l'Arabian Petrochemicals Company (Petro-Kemya),
8. l'Oriental Petrochemicals Company (Sharq),
9. la National Industrial Gas Company (Gas),
10. la National Plastics Company (Ibn Hayyan),
11. la Saudi-European Petrochemicals Company (Ibn Zahr),
12. la Saudi Chemical Fertilizer Company (Ibn al-Bitar),
13. la Saudi Arabia Fertilizer Company (SAFCO).

La compagnie Saudi Consolidated Electric Company (SCECO) fournit à la ville 6 000 mégawatts d'électricité.
Pour répondre aux nombreux besoins à d'import-export, la ville dispose de plusieurs ports. Le plus grand, le "port King Fahd Industrial", se situe à l'est, tout contre la zone Industrielle, protégé par une digue de neuf km. Il offre neuf grands mouillages, deux gigantesques zones d'entrepôt, et diverses plateformes à usage multiple : stockage de produits pétrochimiques, déchargement de minerai de fer…

## Éducation
L'Institut de la Commission Royale pour le Développement de la Recherche Humaine forme des étudiants pour répondre aux demandes des entreprises locales en personnel qualifié, en sciences naturelles, en ingénieurs, par la formation et la recherche. L'institut, qui forme annuellement 650 diplômés, dispose de bibliothèques, d'amphithéâtres, de laboratoires bien équipés. Outre les jardins d'enfants, les écoles généralistes, de langues vivantes par exemple, pour apprendre l'arabe.
Dans le domaine de la santé, la commission royale vise à égaler les standards européens, pour l'ensemble de la population.
- University College of Jubail (2006) : Collège Universitaire de Jubayl,
- Jubail Industrial College (1978) : École d'ingénieurs de Jubayl, site officiel,
- Jubail Technical College (20..) : à venir…

## Médias
- aramco world

## Hébergement
- Hôtel Intercontinental,
- Coral Beach Hôtel Jubail,
- Golden Tulip Al Jubail,
- Alnaba,
- Karan,
- Sharq,
- Danah,
- Ethal,

### Référence de traduction
- (en) Cet article est partiellement ou en totalité issu de l’article de Wikipédia en anglais intitulé « Jubail » (voir la liste des auteurs).